# Boismorand
Boismorand ist eine französische Gemeinde mit 863 Einwohnern (Stand: 1. Januar 2022) im Département Loiret in der Region Centre-Val de Loire; sie gehört zum Arrondissement Montargis und zum Kanton Gien (bis 2015: Kanton Sully-sur-Loire). Die Einwohner werden Ocriniens genannt.

## Geographie
Boismorand liegt etwa 55 Kilometer ostsüdöstlich von Orléans am Fluss Vernisson. Umgeben wird Boismorand von den Nachbargemeinden Nogent-sur-Vernisson im Norden, Sainte-Geneviève-des-Bois im Nordosten, Adon im Osten, La Buissière im Süden und Südosten, Gien im Südwesten sowie Les Choux im Westen.

## Bevölkerungsentwicklung
| 1962                       | 1968 | 1975 | 1982 | 1990 | 1999 | 2006 | 2018 |
| -------------------------- | ---- | ---- | ---- | ---- | ---- | ---- | ---- |
| 227                        | 219  | 203  | 466  | 574  | 590  | 756  | 832  |
| Quellen: Cassini und INSEE |      |      |      |      |      |      |      |

## Verkehr
In Boismorand zweigte von der früheren Route nationale 7 (heutige D 2007) die Route nationale 140 (heutige D 940) ab. Durch die Gemeinde führt die Autoroute A77.
Die Gemeinde besaß einen Haltepunkt an der Bahnstrecke Moret-Veneux-les-Sablons–Lyon-Perrache.

## Sehenswürdigkeiten
- Kirche Saint-Vrain, Monument historique

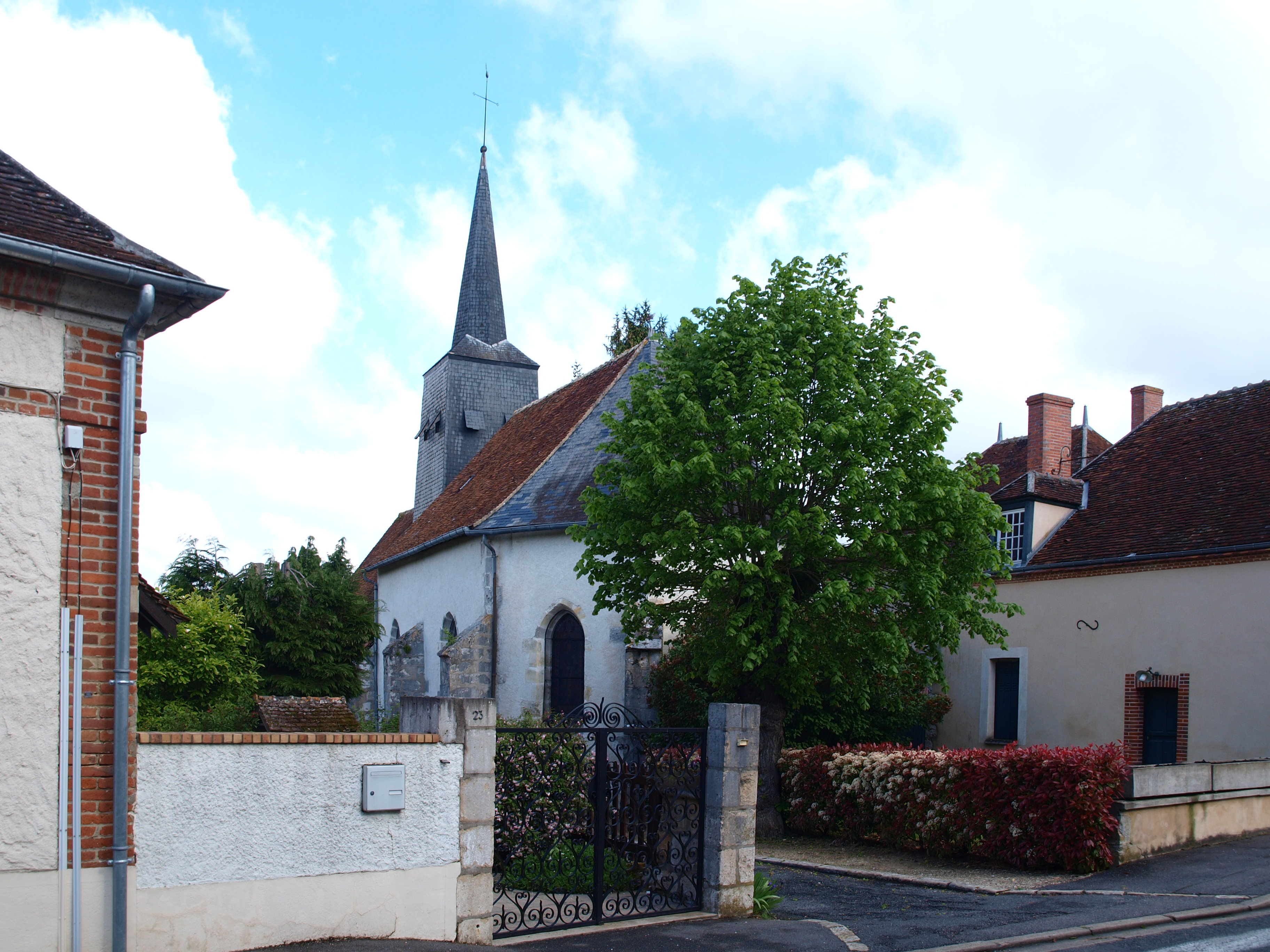
Kirche Saint-Vrain